# Place

Логотип r/Place, 2022 г.

Place — проект и социальный эксперимент, размещённый на сайте социальной сети Reddit, начавшийся в апреле 2017 года. Эксперимент включал в себя холст размером в миллион пикселей, который зарегистрированные пользователи могли редактировать, изменяя цвет одного пикселя из 16-цветовой палитры. После размещения пикселя таймер не позволял пользователю размещать новые пиксели в течение 5—20 минут.
Эксперимент был завершён администрацией Reddit 3 апреля 2017 года, примерно через 72 часа после запуска. Холст редактировался более чем миллионом уникальных пользователей, которые разместили в общей сложности около 16 миллионов пикселей, и на момент окончания эксперимента более 90 000 пользователей просматривали или редактировали его.
28 марта 2022 года было объявлено о перезапуске Place. Эксперимент начался 1 апреля и завершился 4 апреля. В этот раз снова множество изображений были связаны с национальными сообществами.